# Rietavas (gemeente)
Rietavas is een van de 60 Litouwse gemeenten, in het district Telšiai. De hoofdplaats is de gelijknamige stad Rietavas. De gemeente telt ongeveer 7.400 inwoners op een oppervlakte van 586 km², waardoor de gemiddelde bevolkingsdichtheid slechts 12,6 inw./km² is.

## Bevolking
Op 1 januari 2021 telde de gemeente Rietavas 7.381 inwoners. Dit waren 1.310 inwoners minder (−15%) dan 8.691 inwoners begin 2011, wat betekent dat de bevolking tussen 2011 en 2021 jaarlijks met gemiddeld 1,66% is afgenomen. In 2001 telde de gemeente Rietevas nog 10.697 inwoners, terwijl het inwonersaantal sinds 2009 onder de tienduizend personen is gezakt.
In 2021 woonden er meer vrouwen dan mannen in de gemeente (3.852 vrouwen - 52,2% tegen 3.529 mannen - 47,8%). De urbanisatiegraad was laag en bedroeg 43,8% in 2021 (3.234 stedelingen in Rietavas), terwijl er 4.147 dorpelingen werden geregistreerd (56,2%). Twintig jaar eerder, in 2001, bedroeg de stedelijke bevolking nog 37,3% (3.979 stedelingen in Rietavas), terwijl er 6.700 dorpelingen geregistreerd werden (62,7%). De plattelandsbevolking kromp tussen 2001-2021 dus sneller dan de stedelijke bevolking (−38% versus −19%).
De bevolking was in 2021 op een tientallen Oostelijke Slaven (23 Russen, 10 Oekraïners en 1 Wit-Rus) na mono-etnisch Litouws (7.266 personen of 99,2% van de totale bevolking). Ook was de religieuze samenstelling vrij homogeen: de rooms-katholieken vormden met 6.701 gelovigen ongeveer 96,4% van de bevolking. Het resterende deel van de inwoners bestond vooral uit mensen zonder religieuze overtuiging, terwijl een klein deel oosters-orthodox-christelijk was.
Volgens de Litouwse volkstelling van 2021 had Rietavas het hoogste vruchtbaarheidscijfer in Litouwen - met gemiddeld 2,019 kinderen per vrouw, hetgeen ruim 34% hoger is dan het Litouwse gemiddelde van 1,506 kinderen per vrouw.

## Plaatsen in de gemeente
Plaatsen met inwonertal (2001):
- Rietavas – 3979
- Tverai – 680
- Sauslaukis – 543
- Daugėdai – 449
- Labardžiai – 396
- Medingėnai – 396
- Vatušiai – 382
- Pelaičiai – 362
- Giliogiris – 253
- Budrikiai – 186